# 2nd Desire Tasty
2nd Desire [Tasty] é o segundo extended play do solista sul-coreano Kim Woo-seok. Foi lançado em 8 de fevereiro de 2021 sob a TOP Media. Está disponível em duas versões e contém seis faixas, com "Sugar" lançado como o single principal.

## Fundo
Em 18 de janeiro de 2021, foi anunciado que Kim faria seu retorno com um novo álbum em fevereiro.  Em 8 de fevereiro de 2021, Kim lançou seu segundo extended play, 2nd Desire [Tasty], junto com o single principal "Sugar".  Em 18 de fevereiro de 2021, Kim recebeu sua primeira vitória em um show de música no M Countdown. 

## Lista de músicas
Créditos adaptados de Naver.
2nd Desire [Tasty]
| N.º            | Título                                    | Letras                                                                                          | Música | Arranjo                                               | Duração |  |
| 1.             | "Tasty"                                   | Kim Woo-seok Kevin Leinster Jr. (Vendors) Jae Yeon Jeong                                        | Kim Woo-seok Kevin Leinster Jr. (Vendors) Zenur (Vendors) xelor ADN Lewis Yezi (Vendors) Fascinador (Vendors) | Zenur (Vendors)                                       | 3:23    |  |
| 2.             | "Sugar"                                   | Kim Woo Seok Kevin Leinster Jr. (Vendors) Seo Jiom (서지옴) Hwang Yoo Bin Danke (lalala studio) | Kim Woo-seok Kevin Leinster Jr. Zenur (Vendors) Fascinador (Vendors) Prince (Vendors)                         | Zenur (Vendors) Fascinador (Vendors) Prince (Vendors) | 3:04    |  |
| 3.             | "Better"                                  | Kim Woo-seok Kevin Leinster Jr. (Vendors) Jae Yeon Jeong                                        | Kim Woo-seok Kevin Leinster Jr. San (Vendors) Fascinador (Vendors) Prince (Vendors) Shaquille Rayes           | Fascinador (Vendors) Prince (Vendors)                 | 3:17    |  |
| 4.             | "Holiday"                                 | Kim Woo-seok Kevin Leinster Jr. (Vendors) De View Jae Yeon Jeong                                | Kim Woo-seok Kevin Leinster Jr. De View                                                                       | De View                                               | 3:22    |  |
| 5.             | "What Are You Up To Tonight? (이따 뭐해)" | Lee Min-hyuk (BTOB)                                                                             | Lee Min Hyuk (BTOB)                                                                                           | Choi Yeong Hoon (최영훈)                              | 4:07    |  |
| 6.             | "Next"                                    | Kim Woo-seok Kevin Leinster Jr. (Vendors) Jae Yeon Jeong                                        | Kim Woo-seok Kevin Leinster Jr. Zenur (Vendors) Fascinador (Vendors)                                          | Zenur (Vendors) Fascinador (Vendors)                  | 2:19    |  |
| Duração total: | Duração total:                            | Duração total:                                                                                  | Duração total:                                                                                                | Duração total:                                        | 19:32   |  |

## Gráficos

### Gráficos semanais
| Gráfico                    | Melhor posição |
| -------------------------- | -------------- |
| Álbuns sul-coreanos (Gaon) | 1              |

### Desempenho gráfico de vendas e streaming para músicas em "Sugar"
| Gráfico (2020)                     | Melhor posição |
| ---------------------------------- | -------------- |
| Gráfico digital sul-coreano (Gaon) | 16             |

## Prêmios
| Canção  | Programa    | Rede | Data                    |
| ------- | ----------- | ---- | ----------------------- |
| "Sugar" | M Countdown | Mnet | 18 de fevereiro de 2021 |
| "Sugar" | Music Bank  | KBS  | 19 de fevereiro de 2021 |

## Histórico de lançamento
| Região  | Data                   | Formato                    | Gravadora         |
| ------- | ---------------------- | -------------------------- | ----------------- |
| Various | 8 de fevereiro de 2021 | Digital download streaming | TOP Media Kakao M |
| Various | 9 de fevereiro de 2021 | CD                         | TOP Media Kakao M |